# ماركوس مالون
ماركوس مالون (بالإنجليزية: Marcus Malone)‏ هو فنان إيقاعي أمريكي، ولد في القرن العشرين.

## وصلات خارجية
- ماركوس مالون على موقع ميوزك برينز (الإنجليزية)
- ماركوس مالون على موقع ديسكوغز (الإنجليزية)